# KrAZ-214
KrAZ-214 は、ソ連で開発された 6x6 トラックである 1956年から1959年までYaMZ（ヤロスラヴリ自動車工場）で製造され、その後ウクライナのKrAZ（クレメンチューク自動車工場）での製造に移行された。
改良型のKrAZ-214Bが1967年まで生産された後、後継車種のKrAZ-255に生産が移行した。

## バリエーション
YaAZ-214 (ЯАЗ-214)
1956年から1959年までYaMZ（ヤロスラヴリ自動車工場）で生産されたモデル。
KrAZ-214 (КрАЗ-214)
標準的な輸送トラック、1959年から1963年にかけて生産された｡
KrAZ-214B (КрАЗ-214Б)
KrAZ-214の電装系を改良しサスペンションを強化したモデルで、1963年から1967年にかけて生産された｡
E-305V (Э-305В)
KrAZ-214をベースにした軍用油圧ショベルカー。

## 運用国

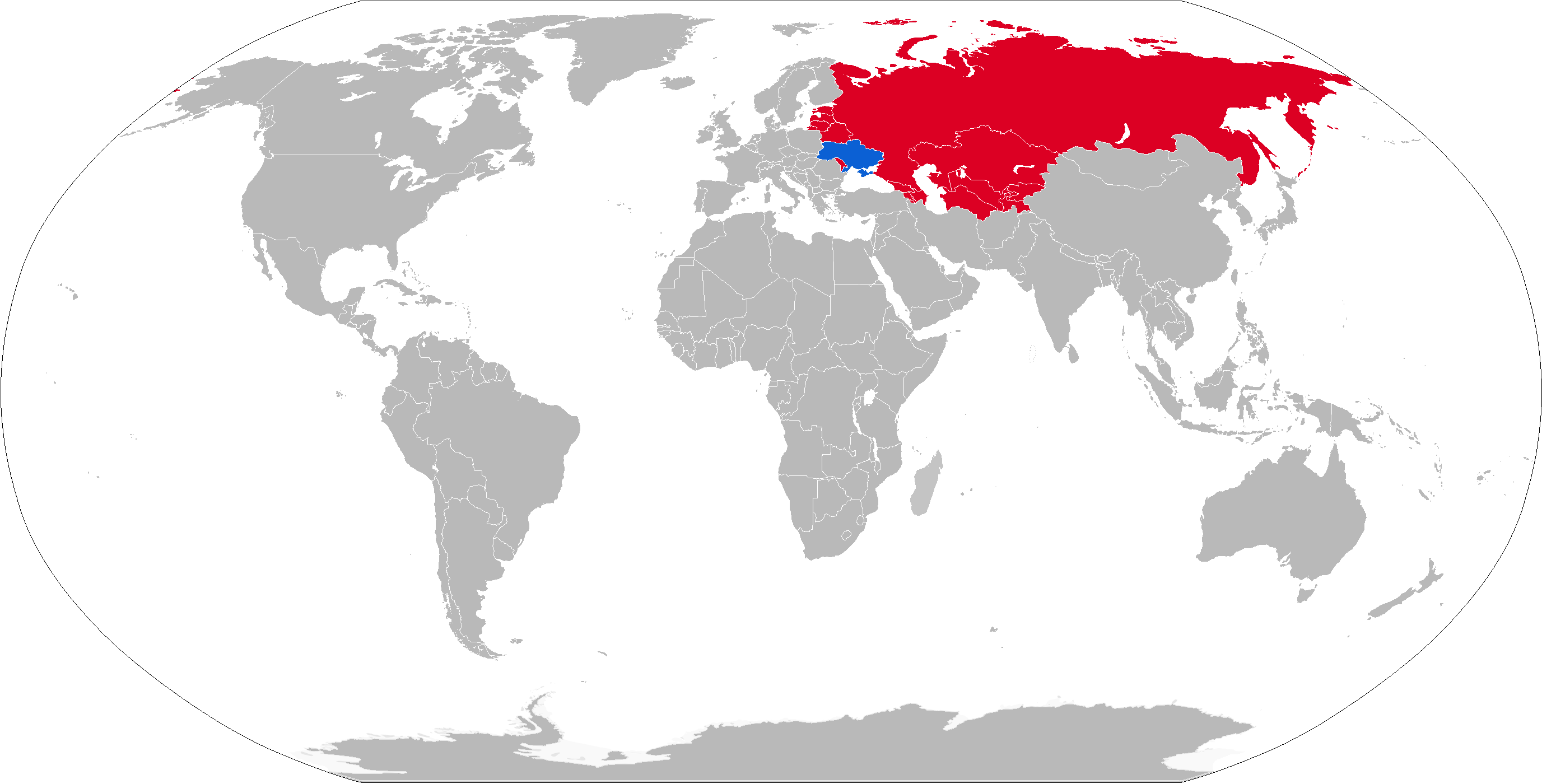

- ウクライナ

### かつて運用していた国
- ソビエト社会主義共和国連邦 - ソビエト連邦軍